# Макіеспорт (Мен)
Макіеспорт (англ. Machiasport) — місто (англ. town) в США, в окрузі Вашингтон штату Мен. Населення — 962 особи (2020).

## Демографія
Згідно з переписом 2010 року, у місті мешкало 1119 осіб у 410 домогосподарствах у складі 277 родин. Було 611 помешкання
Расовий склад населення:
| - 97,1 % — білих - 0,8 % — корінних американців - 0,8 % — чорних або афроамериканців - 0,3 % — азіатів - 0,1 % — вихідців з тихоокеанських островів |

До двох чи більше рас належало 0,6 %. Частка іспаномовних становила 1,8 % від усіх жителів.
За віковим діапазоном населення розподілялося таким чином: 17,7 % — особи молодші 18 років, 64,2 % — особи у віці 18—64 років, 18,1 % — особи у віці 65 років та старші. Медіана віку мешканця становила 43,3 року. На 100 осіб жіночої статі у місті припадало 128,8 чоловіків;  на 100 жінок у віці від 18 років та старших — 134,4 чоловіків також старших 18 років.
Середній дохід на одне домашнє господарство  становив 65 568 доларів США (медіана — 53 125), а середній дохід на одну сім'ю — 72 179 доларів (медіана — 59 659). Медіана доходів становила 39 028 доларів для чоловіків та 35 139 доларів для жінок. За межею бідності перебувало 9,8 % осіб, у тому числі 10,9 % дітей у віці до 18 років та 1,2 % осіб у віці 65 років та старших.
Цивільне працевлаштоване населення становило 434 особи. Основні галузі зайнятості: освіта, охорона здоров'я та соціальна допомога — 27,2 %, сільське господарство, лісництво, риболовля — 26,7 %, публічна адміністрація — 10,1 %, науковці, спеціалісти, менеджери — 6,9 %.